# Carmen Ranigler
Carmen Ranigler (ur. 17 sierpnia 1976 w Bolzano) – włoska snowboardzistka, brązowa medalistka mistrzostw świata.

## Kariera
W zawodach Pucharu Świata zadebiutowała 8 grudnia 1995 roku w Sestriere, gdzie zajęła 17. miejsce w slalomie równoległym (PSL). Tym samym już w swoim debiucie wywalczyła pierwsze pucharowe punkty. Na podium zawodów tego cyklu pierwszy raz stanęła 6 stycznia 1999 roku w Morzine, zajmując drugie miejsce w gigancie równoległym (PGS). W zawodach tych rozdzieliła dwie Austriaczki: Manuelę Riegler i Isabel Zedlacher. Łącznie 17 razy stawała na podium zawodów PŚ, odnosząc przy tym sześć zwycięstw: po dwa w PSL i PGS oraz po jednym w gigancie i snowcrossie. Najlepsze wyniki osiągnęła w sezonie 2000/2001, kiedy to zajęła drugie miejsce w klasyfikacji generalnej, a w klasyfikacjach slalomu równoległego wywalczyła Małą Kryształową Kulę. Ponadto w sezonie 1999/2000 była druga w klasyfikacji snowcrossu, a w sezonie 2004/2005 zajęła w tej konkurencji trzecie miejsce.
Jej największym sukcesem jest brązowy medal w slalomie równoległym wywalczony na mistrzostwach świata w Madonna di Campiglio w 2001 roku. Lepsze okazały się tam jedynie dwie Francuzki: Karine Ruby i Isabelle Blanc. Na tych samych mistrzostwach była też między innymi piąta w gigancie. W 2006 roku wystartowała na igrzyskach olimpijskich w Turynie, zajmując 18. miejsce w snowcrossie i 26. w gigancie równoległym. Brała też udział igrzyskach w Vancouver cztery lata później, gdzie rywalizację w PGS ukończyła na 25. pozycji.
W 2010 roku zakończyła karierę.

## Osiągnięcia

### Igrzyska olimpijskie
| Miejsce | Dzień     | Rok  | Miejscowość | Konkurencja       | Zwyciężczyni        |
| ------- | --------- | ---- | ----------- | ----------------- | ------------------- |
| 26.     | 23 lutego | 2006 | Turyn       | Gigant równoległy | Daniela Meuli       |
| 18.     | 17 lutego | 2006 | Turyn       | Snowboardcross    | Tanja Frieden       |
| 25.     | 26 lutego | 2010 | Vancouver   | Gigant równoległy | Nicolien Sauerbreij |

### Mistrzostwa świata
| Miejsce | Dzień       | Rok  | Miejscowość          | Konkurencja       | Zwyciężczyni              |
| ------- | ----------- | ---- | -------------------- | ----------------- | ------------------------- |
| 5.      | 12 stycznia | 1999 | Berchtesgaden        | Gigant            | Margherita Parini         |
| 12.     | 14 stycznia | 1999 | Berchtesgaden        | Gigant równoległy | Isabelle Blanc            |
| 6.      | 15 stycznia | 1999 | Berchtesgaden        | Slalom równoległy | Marion Posch              |
| 8.      | 17 stycznia | 1999 | Berchtesgaden        | Snowboardcross    | Julie Pomagalski          |
| 5.      | 23 stycznia | 2001 | Madonna di Campiglio | Gigant            | Karine Ruby               |
| 11.     | 24 stycznia | 2001 | Madonna di Campiglio | Gigant równoległy | Ursula Bruhin             |
| 3.      | 26 stycznia | 2001 | Madonna di Campiglio | Slalom równoległy | Karine Ruby               |
| 9.      | 28 stycznia | 2001 | Madonna di Campiglio | Snowboardcross    | Karine Ruby               |
| 5.      | 16 stycznia | 2005 | Whistler             | Snowboardcross    | Lindsey Jacobellis        |
| 16.     | 18 stycznia | 2005 | Whistler             | Gigant równoległy | Manuela Riegler           |
| 12.     | 19 stycznia | 2005 | Whistler             | Slalom równoległy | Daniela Meuli             |
| 6.      | 16 stycznia | 2007 | Arosa                | Gigant równoległy | Jekatierina Tudiegieszewa |
| 28.     | 17 stycznia | 2007 | Arosa                | Slalom równoległy | Heidi Neururer            |
| 22.     | 20 stycznia | 2009 | Gangwon              | Gigant równoległy | Marion Kreiner            |
| 19.     | 21 stycznia | 2009 | Gangwon              | Slalom równoległy | Fränzi Mägert-Kohli       |

### Puchar Świata

#### Miejsca w klasyfikacji generalnej
- sezon 1995/1996: 48.
- sezon 1996/1997: 119.
- sezon 1997/1998: 127.
- sezon 1998/1999: 53.
- sezon 1999/2000: 6.
- sezon 2000/2001: 2.
- sezon 2001/2002: -
- sezon 2003/2004: 7.
- sezon 2004/2005: -
- sezon 2005/2006: 9.
- sezon 2006/2007: 51.
- sezon 2007/2008: 45.
- sezon 2008/2009: 83.
- sezon 2009/2010: 47.

#### Miejsca na podium
1. Morzine – 6 stycznia 1999 (gigant równoległy) - 2. miejsce
2. Gstaad – 20 stycznia 2000 (snowcross) - 1. miejsce
3. Sapporo – 18 lutego 2000 (gigant równoległy) - 2. miejsce
4. Sapporo – 20 lutego 2000 (snowcross) - 2. miejsce
5. Park City – 3 marca 2000 (snowcross) - 3. miejsce
6. San Candido – 12 marca 2000 (snowcross) - 3. miejsce
7. Tignes – 19 listopada 2000 (gigant) - 1. miejsce
8. Ischgl – 2 grudnia 2000 (gigant równoległy) - 2. miejsce
9. Monachium – 3 lutego 2001 (slalom równoległy) - 1. miejsce
10. Berchtesgaden – 11 lutego 2001 (gigant równoległy) - 1. miejsce
11. Kronplatz – 17 stycznia 2001 (gigant równoległy) - 2. miejsce
12. Ruka – 14 marca 2001 (gigant równoległy) - 1. miejsce
13. Ruka – 15 marca 2001 (slalom równoległy) - 1. miejsce
14. Saas-Fee – 30 października 2004 (snowcross) - 2. miejsce
15. Nassfeld – 15 grudnia 2004 (snowcross) - 3. miejsce
16. Petersburg – 3 marca 2006 (slalom równoległy) - 2. miejsce
17. Limone Piemonte – 8 grudnia 2007 (gigant równoległy) - 3. miejsce

- w sumie 6 zwycięstw, 7 drugich i 4 trzecie miejsca.